# Stefano Ussi

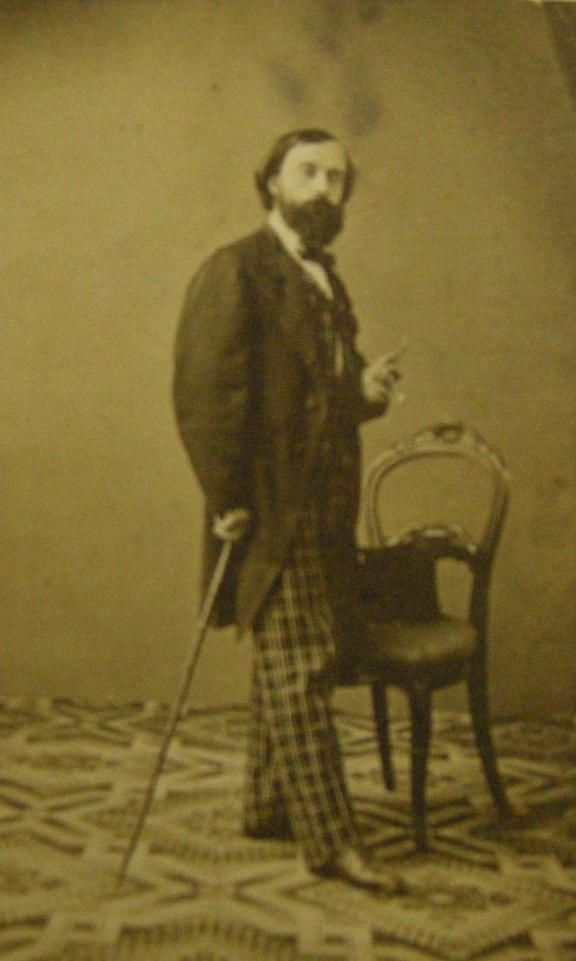
Foto d'epoca

Stefano Ussi (Firenze, 2 settembre 1822 – Firenze, 11 luglio 1901) è stato un pittore italiano.

## Biografia
Studiò presso l'Accademia di belle arti di Firenze (1837–1850), dove fu allievo di Pietro Benvenuti e di Giuseppe Bezzuoli per la pittura e di Enrico Pollastrini per il disegno. Espulso dall'Accademia tra il 1838 e il 1840, nel 1848 interruppe gli studi per andare a combattere a Montanara dove fu fatto prigioniero e tradotto in Austria nel carcere di Theresienstadt: dall'esperienza di guerra trasse spunto per il dipinto L'esule che dall'Alpe guarda l'Italia e per i disegni con l'Allegoria con l'Angelo della Vittoria e con il Ritratto di giovane volontario (Gabinetto Disegni e Stampe degli Uffizi, Firenze). Rientrato a Firenze, nel 1849 vinse il concorso triennale indetto dall'Accademia di Belle Arti con il dipinto La resurrezione di Lazzaro ottenendo il pensionato per continuare gli studi a Roma, dove eseguì Boccaccio che spiega la Divina Commedia nella Chiesa di Santo Stefano.

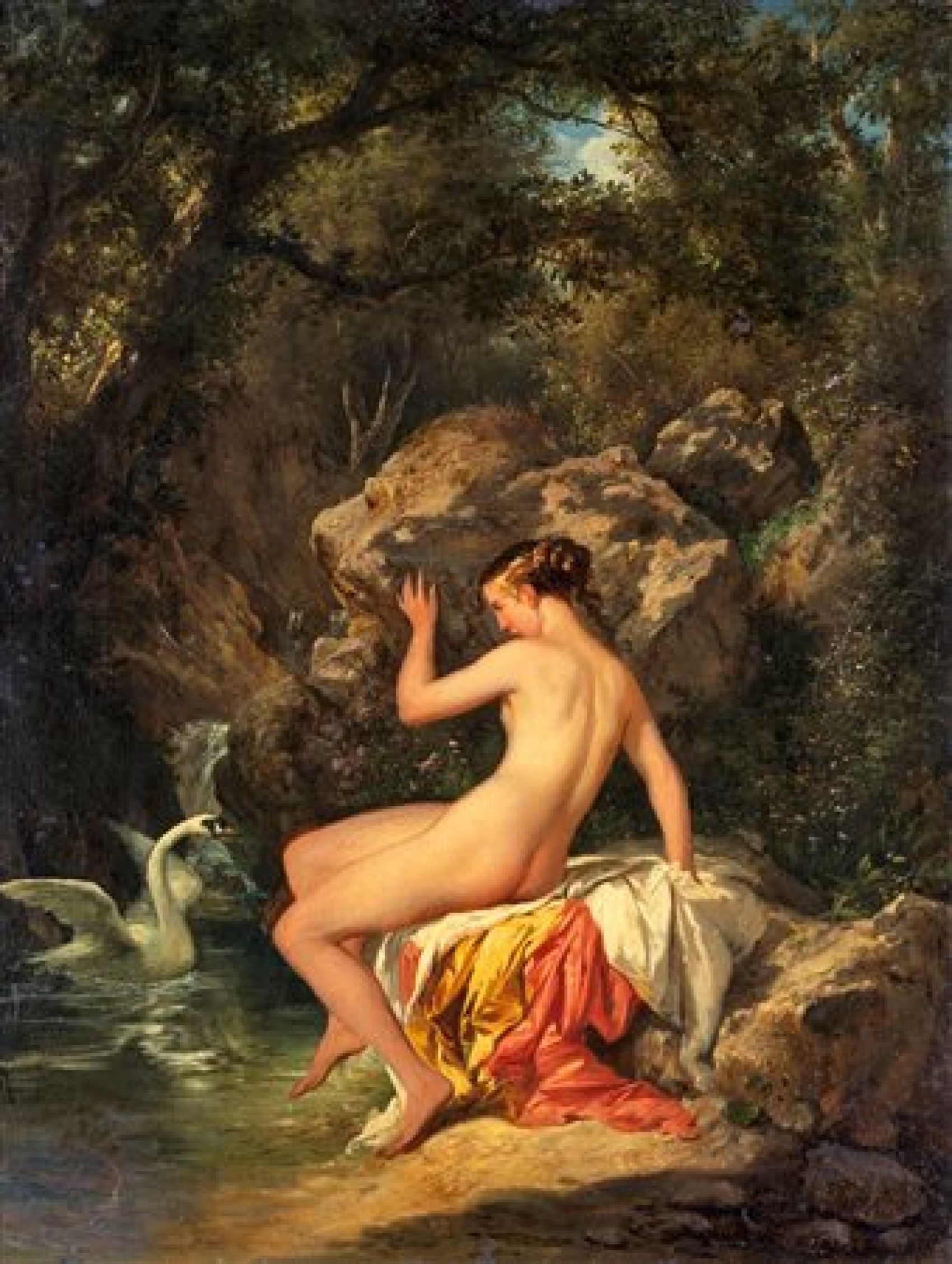
Stefano Ussi Leda con il cigno

Si specializzò nella creazione di dipinti a soggetto storico di grandi dimensioni che gli diedero un'ottima reputazione negli ambienti accademici: il suo capolavoro è certamente La cacciata del duca d'Atene, la cui redazione si protrasse dal 1850 al 1860 per essere poi presentato alla prima Esposizione Nazionale di Firenze del 1861 tra unanimi consensi (Galleria d'arte moderna di Firenze, bozzetto alla Galleria nazionale d'arte moderna di Roma, studi Collezione privata, Firenze). Altri dipinti di carattere storico sono La congiura dei Pazzi, Bianca Capello presenta a Francesco I de' Medici gli ambasciatori veneti (Museo Francesco Borgogna, Vercelli), Ultimi momenti di Savonarola e Cosimo il Vecchio rifiuta di abbandonare Firenze (Collezione privata, Firenze, 1859-60). Nelle sue opere era presente anche una componente di allegoria con il presente, per esempio la Cacciata del Duca di Atene ispirato a un avvenimento del XIV secolo, alludeva alla cacciata da Firenze del Granduca di Toscana Leopoldo II.
Tra gli altri dipinti a soggetto storico ricordiamo Giulietta e Romeo, Marco Visconti (1864), Bice (1866) e Pia de' Tolomei (Collezione privata, Milano), mentre ispirati alla pittura francese dei Salon parigini appaiono i dipinti Dopo il bagno, Leda e il cigno e Allegoria di putti.
Tra le influenze della sua pittura si contano Paul Delaroche e Domenico Morelli, per via delle scene di gruppo di impostazione drammatica, la caratterizzazione caratteriale delle figure umane e l'uso del colore vivido, quasi violento. Nel dicembre del 1860 fu nominato professore all'Accademia di Belle Arti di Firenze.
Oltre a pittore di temi storici e letterari, fu anche uno dei principali esponenti in Italia della pittura orientalista: nel 1869 si recò in Egitto in occasione dei festeggiamenti per l'apertura del Canale di Suez, eseguendo su commissione del Pascià d'Egitto il dipinto Il pellegrinaggio alla Mecca, presentato all'Esposizione Internazionale di Vienna del 1873; nel 1870 e nel 1875 compì viaggi in Marocco insieme al pittore Cesare Biseo, con il quale realizzò le illustrazioni per il libro Marocco di Edmondo De Amicis (1879); eseguì inoltre i dipinti Carovana nei pressi del Cairo (1874), Cavalcata araba alla presenza dell'Ambasciata Italiana nel Marocco (1875), Festa a Fez data dall'Imperatore del Marocco all'Ambasciata Italiana (1875), La preghiera nel deserto (Galleria nazionale d'arte moderna, Roma, 1876), Donna araba al pozzo (Museo Francesco Borgogna, Vercelli), Marocchino (Galleria Ricci Oddi, Piacenza, 1877), Venditore di aranci (Galleria nazionale d'arte moderna, Roma), Surre Procession (Palazzo di Dolmabahçe, Istanbul, 1887), La festa per la nascita di Maometto sulla piazza del mercato di Tangeri, Un derviscio in pompa solenne.
Fu anche un abile ritrattista, eseguendo tra gli altri i ritratti del pittore Gaetano Bianchi, di Federico Argnani (Pinacoteca comunale, Faenza, circa 1850-55), di Re Vittorio Emanuele II e del tragediografo Giovanni Battista Niccolini. Nelle opere create nel privato, come il Ritratto della moglie Linda Ussi in giardino e Gioie materne (Galleria d'arte moderna di Firenze, 1858-59), manifestò una pennellata luminosa e grezza simile allo stile dei Macchiaioli.